# Lacul Galeșul

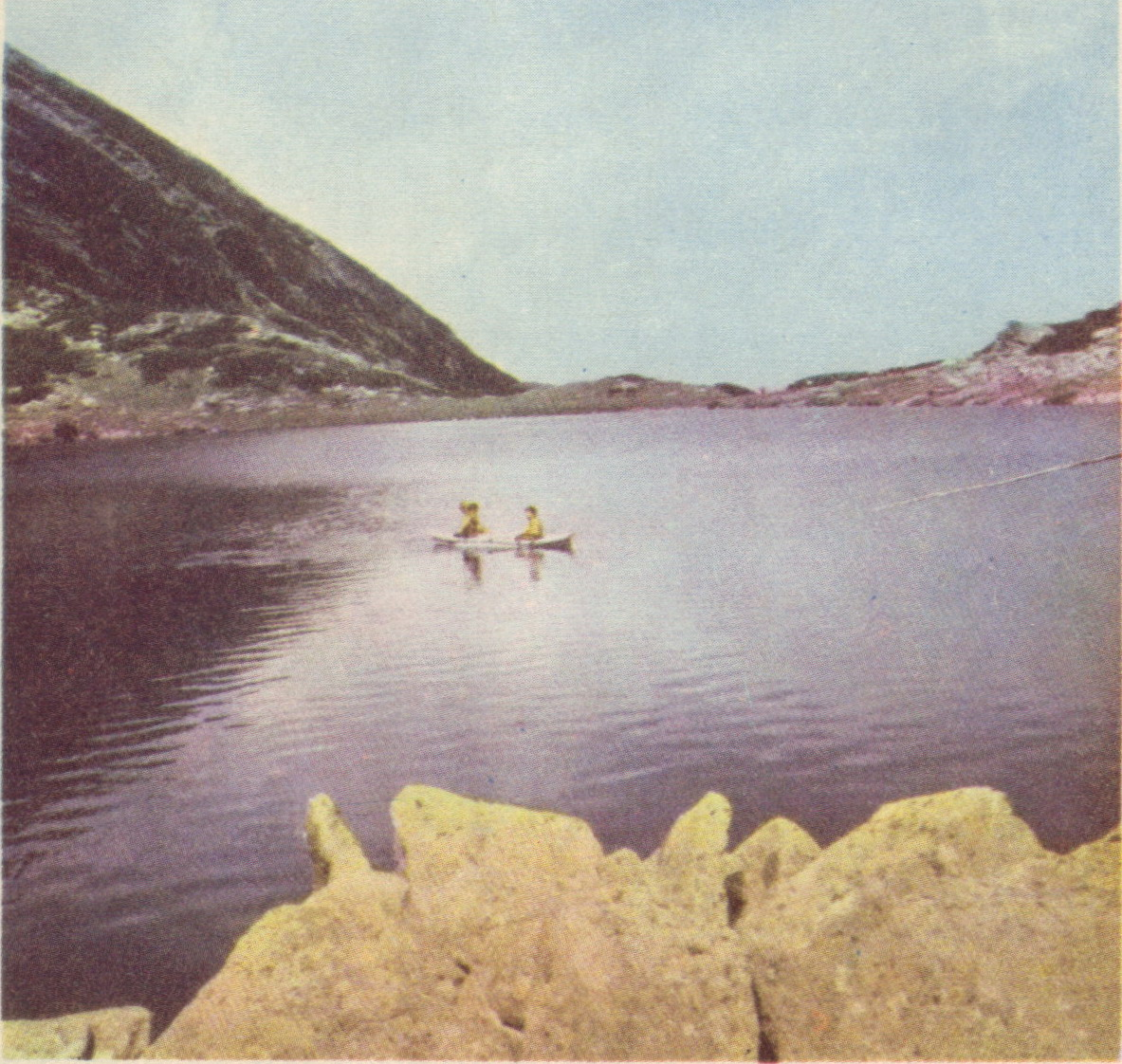
Lacul Galeșul

Lacul Galeș este de origine glaciară. Este situat în estul Munților Retezat, la obârșia văii omonime, la altitudinea de 1990 m. Este întins pe o suprafață de 3,68 hectare și are o adâncime maximă de 19,5 metri.
S-a format din torentul care coboară din cele trei lacuri cunoscute ca Zănoagele Galeșului, iar din el izvorăște pârâul Izvoarele Galeșului, ce face legătura cu Tăul dintre Brazi.